# Kangeq
Kangeq er en nedlagt bygd i Sermersooq Kommune i Grønland. Bygden ligger på øen Kangeq (på grønlandsk Kangerup Nunaa), som er nabo-ø til Håbets Ø (på grønlandsk Illuerunnerit) ved indsejlingen til Godthåbsfjorden, hvor den dansk-norske præst og missonær Hans Egede først ankom i 1721 og boede i 7 år, inden han drog videre ind i fjordsystemet og grundlagde Nuuk. 
Kangeq blev tvangsfraflyttet af kommunen i 1960'erne, fordi man manglede arbejdskraft på fabrikkerne i Nuuk. 
Der arrangeres i dag turisture dertil fra Nuuk med omvisning, som særligt omhandler billedkunstneren og folkemindesamleren Aron fra Kangeq, som var født her, og lavede mange af sine billeder her. I filmen Eksperimentet (2010) er dele af optagelserne, der skal forestille Nuuk i 1952, lavet i den nedlagte bygd Kangeq.  
Kangeq har gode fangstforhold, og bruges fortsat som jagtområde om sommeren. 